# Siek
Siek – gmina w Niemczech, w kraju związkowym Szlezwik-Holsztyn, w powiecie Stormarn, siedziba urzędu Siek.

## Galeria

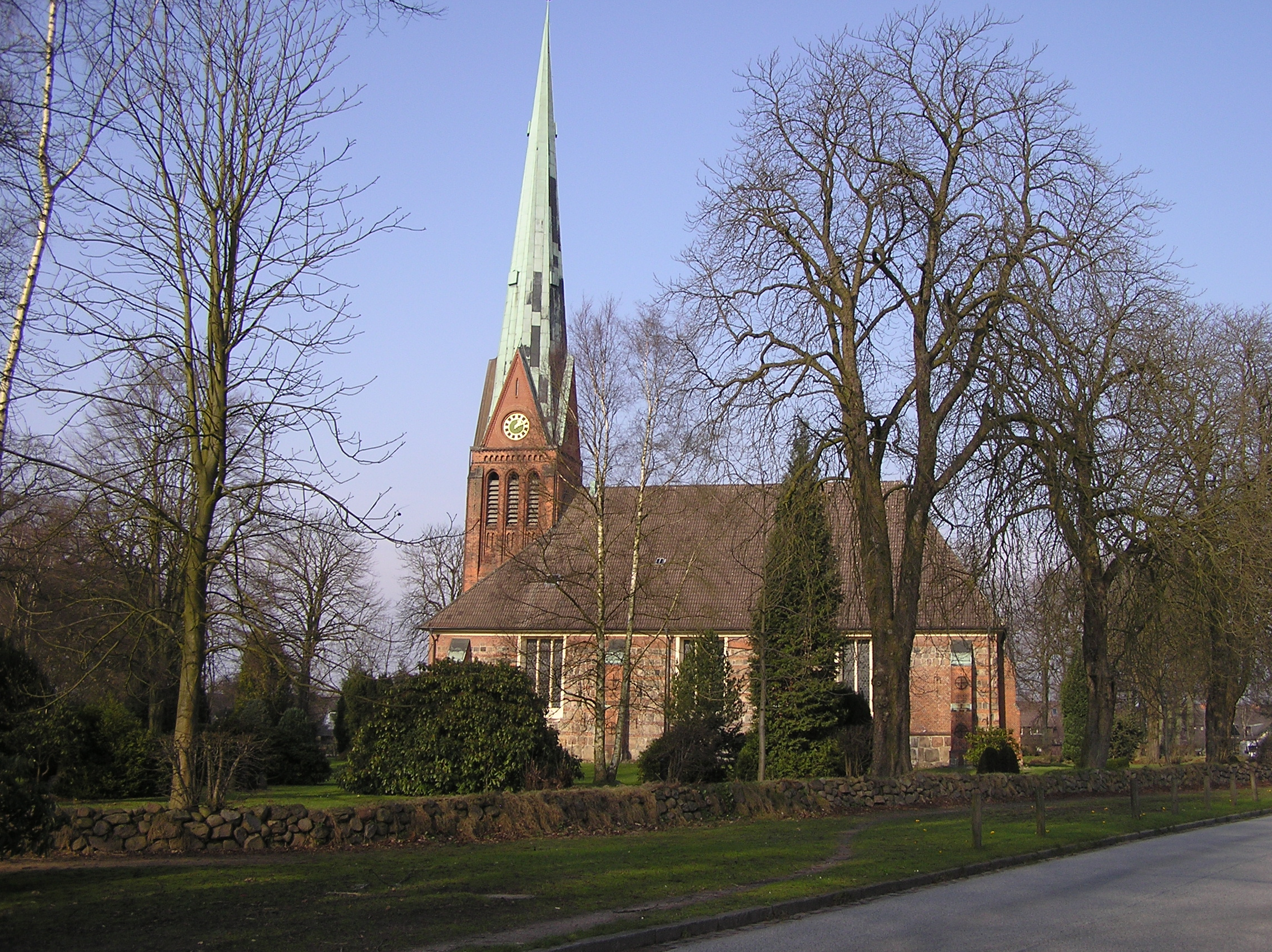
Friedenskirche
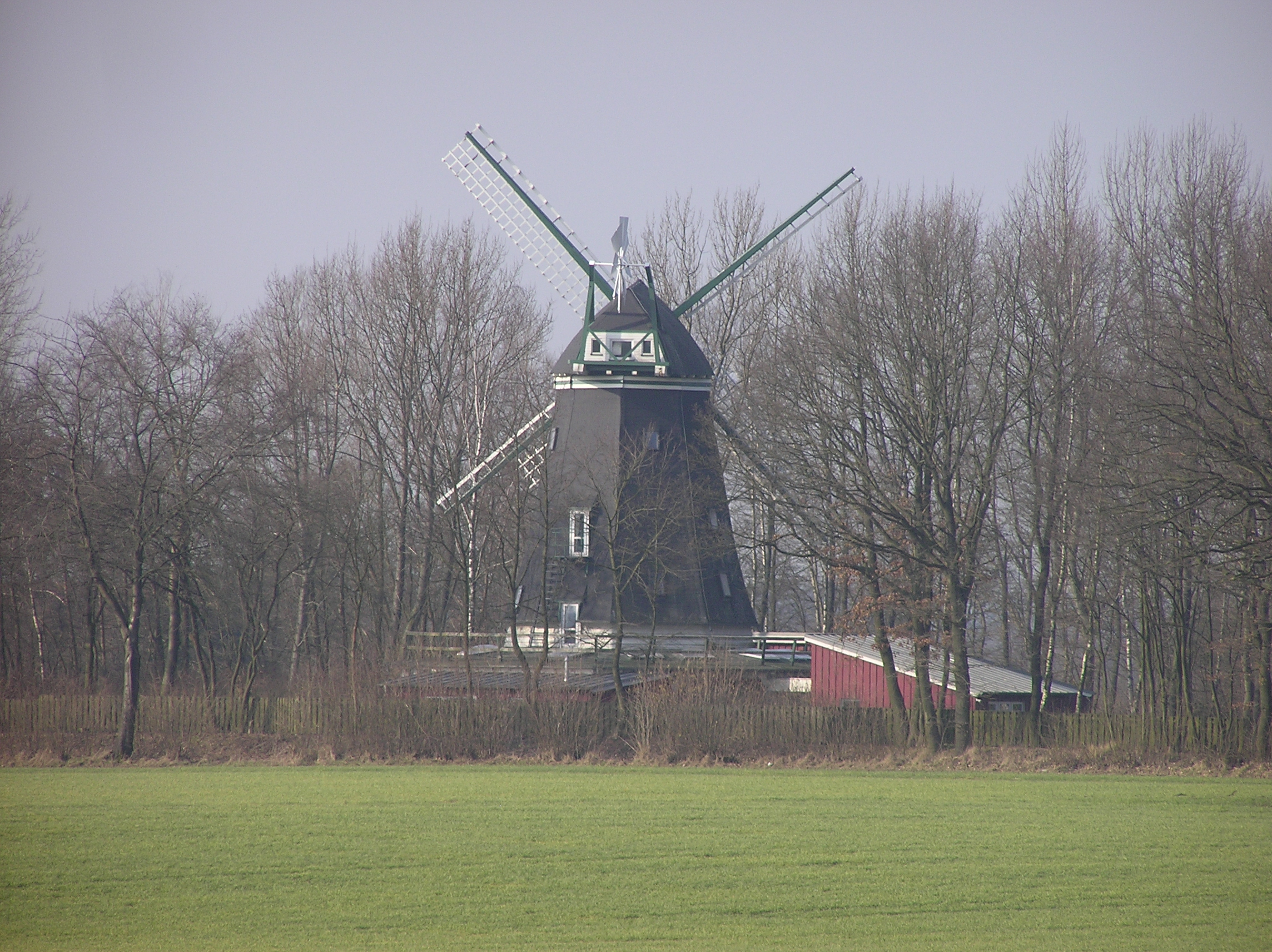
Wiatrak w Fleischgaffel